# Les vêpres siciliennes
Les vêpres siciliennes (As Vésperas sicilianas) é uma grande ópera em cinco atos do compositor italiano Giuseppe Verdi com libreto em francês de Charles Duveyrier e Eugène Scribe do seu trabalho Le Duc d'Albe. É baseada num evento histórico, as vésperas sicilianas de 1282, utilizando materiais retirados do trato medieval siciliano Lu rebellamentu di Sichilia. A estreia foi realizada na Ópera de Paris em 13 de junho de 1855. Hoje É mais conhecida na sua versão pós-1861 EM italiano.
| Papel: FR: Original versão francesa. IT: Tradução italiana com a mudança de localização para Portugal. Post-1861: Italiano versões traduzidas após 1861, revertendo para italiano versões dos nomes a partir do original em francês. | Voz       | Francês versão: Estreia Cast, 13 de junho de 1855 (maestro: - ) | Italiana versão: Estreia Cast, 26 de dezembro de 1855 Teatro Regio, Parma (maestro: - ) |
| --- | --------- | --------------------------------------------------------------- | --------------------------------------------------------------------------------------- |
| FR: Guy de Montfort, Governor of Sicily under Charles d'Anjou, King of Naples IT: Michele de Vasconcello, Um Português Post-1861: Guido di Monteforte                                                                                | barítono  | Marc Bonnehée                                                   | Francesco Cresci                                                                        |
| FR: Le Sire de Béthune, a French officer Post-1861: Lord of Bethune | baixo     | M. Coulon                                                       | Guglielmo Giordani                                                                      |
| FR: Le Comte de Vaudemont, a French officer Post-1861: Count Vaudemont | baixo     | M. Guignot                                                      | Angelo Corazzani                                                                        |
| FR: Henri, a young Sicilian IT: Enrico Post-1861: Arrigo | tenor     | Louis Gueymard                                                  | Antonio Giuglini                                                                        |
| FR: Jean Procida, um médico siciliano IT: Don Giovanni Ribera Pinto, um capitão português Post-1861: Giovanni da Procida | baixo     | Louis-Henri Obin                                                | Giorgio Atry                                                                            |
| FR: La Duchesse Hélène, irmã do Duque Frederick da Áustria IT: Giovanna de Guzman (originalmente Helena) Post-1861: Elena | soprano   | Sophie Cruvelli                                                 | Caterina Goldberg Strossi                                                               |
| Ninetta, her maid | contralto | Mme Sannier                                                     | Teresa Lenci Marsili                                                                    |
| FR: Daniéli, seu servente Post-1861: Danieli | tenor     | M. Boulo                                                        | Carlo Salvatore Poggiali                                                                |
| FR: Thibault , soldado francês Post-1861: Tebaldo | tenor     | M. Aimes                                                        | Raffaele Giorgi                                                                         |
| FR:: Robert, soldado francês Post-1861: Roberto | barítono  | M. Marie                                                        | Raimondo Beffagni                                                                       |
| FR: Mainfroid, siciliano, aderente da Procida Post-1861: Manfredo | tenor     | M. Koenig                                                       | Giovanni Battista Garulli                                                               |

## Gravações Selecionadas
| Ano  | Cast (Elena, Arrigo, Montforte, Procida)                           | Conductor, Sala Ópera e Orquestra                           |                                           | Versão                                         |
| ---- | ------------------------------------------------------------------ | ----------------------------------------------------------- | ----------------------------------------- | ---------------------------------------------- |
| 1969 | Jacqueline Brumaire Jean Bonhomme Neilson Taylor Stafford Dean     | Mario Rossi, BBC Concert Orchestra, BBC Chorus              | Audio CD: Opera Rara Cat: ORCV303         | Les vêpres siciliennes (French)                |
| 1974 | Martina Arroyo Plácido Domingo Sherrill Milnes Ruggero Raimondi    | James Levine, New Philharmonia Orchestra, John Alldis Choir | Audio CD: Victor Red Seal Cat: 80-370     | I vespri siciliani (Italian)                   |
| 1975 | Montserrat Caballé Plácido Domingo Franco Bordoni Justino Diaz     | Eve Queler, Teatro del Liceo Orchestra and Chorus           | Audio CD: MRF Records Cat: MRF-128        | I vespri siciliani (Italian)                   |
| 1990 | Cheryl Studer Chris Merritt Giorgio Zancanaro Ferruccio Furlanetto | Riccardo Muti, Teatro alla Scala                            | Audio CD: EMI Cat: CDS 7 54043-2          | I vespri siciliani (Italian)                   |
| 1990 | Cheryl Studer Chris Merritt Giorgio Zancanaro Ferruccio Furlanetto | Riccardo Muti, Teatro alla Scala                            | DVD: Image Entertainment Cat: ID4361PUDVD | I vespri siciliani (Italian) with Act 3 ballet |